# Leobardo López Arretche
Leobardo López Arretche (Ciudad de México, 1942-24 de julio de 1970) fue un director de cine mexicano.

## Biografía
Estudió actuación y dirección de teatro en el taller de Seki Sano entre 1959 y 1963. Ingresó al Centro Universitario de Estudios Cinematográficos (CUEC) donde dirigió seis cortometrajes en cuatro años. Durante el Movimiento Estudiantil de 1968 fue elegido como representante de su escuela al Consejo Nacional de Huelga (CNH) junto a Carlos González Morantes. Participó en el registro del mismo, y dirigió el documental colectivo del CUEC El grito, uno de los pocos testimonios cinematográficos del movimiento estudiantil que sobrevivió a la censura del gobierno mexicano. Luego de este trabajo participó como protagonista del largometraje Crates de Alfredo Joskowicz. Mientras se encontraba preparando su primer largometraje de ficción, El canto del ruiseñor, se suicidó.

## Obra

### Cortometrajes
- Lapso (1965)
- Panteón / No 45 (1966)
- El jinete del cubo (1966)
- S.O.S / Catársis (1968)
- El Hijo (1968)
- Leobardo Barrabás / Parto sin temor (1969)

### Largometrajes
- El Grito, México 1968 (1970)

### Como fotógrafo
- La pasión

### Como guionista
- Crates (1970)